# Trismegistia calderensis
Trismegistia calderensis là một loài Rêu trong họ Sematophyllaceae. Loài này được (Sull.) Broth. miêu tả khoa học đầu tiên năm 1908.